# Chiesa di San Bernardino (Ivrea)
La chiesa quattrocentesca di San Bernardino in Ivrea, situata nell'area decentrata eporediese che ospita gli edifici industriali della Olivetti, rappresenta un'attrattiva di notevole interesse artistico, in virtù del grande tramezzo interno affrescato con le Storie della vita e passione di Cristo da Giovanni Martino Spanzotti tra il 1485 ed il 1490 ca.

## Storia

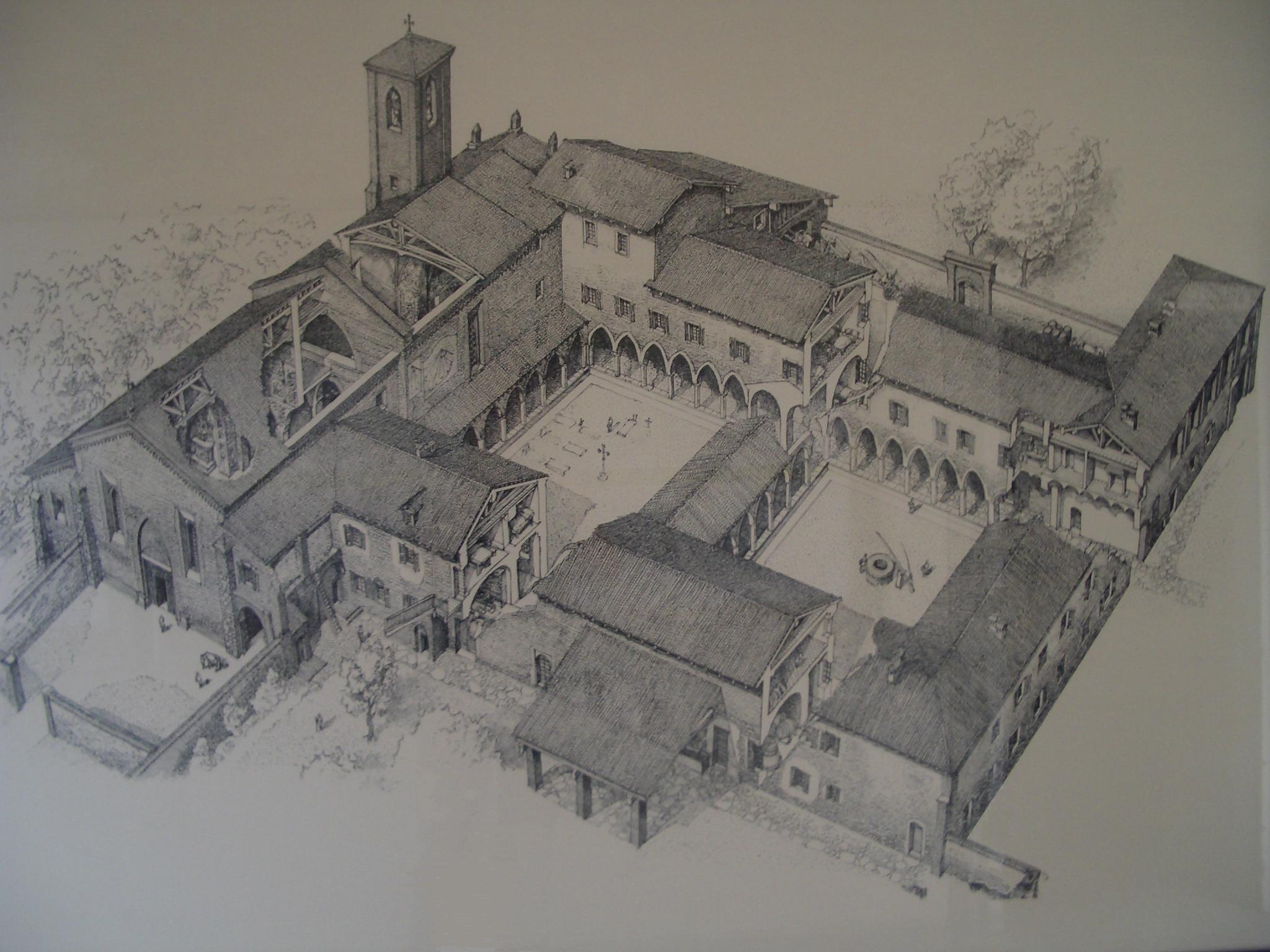
Disegno della struttura originale del convento, eseguito da Francesco Corni

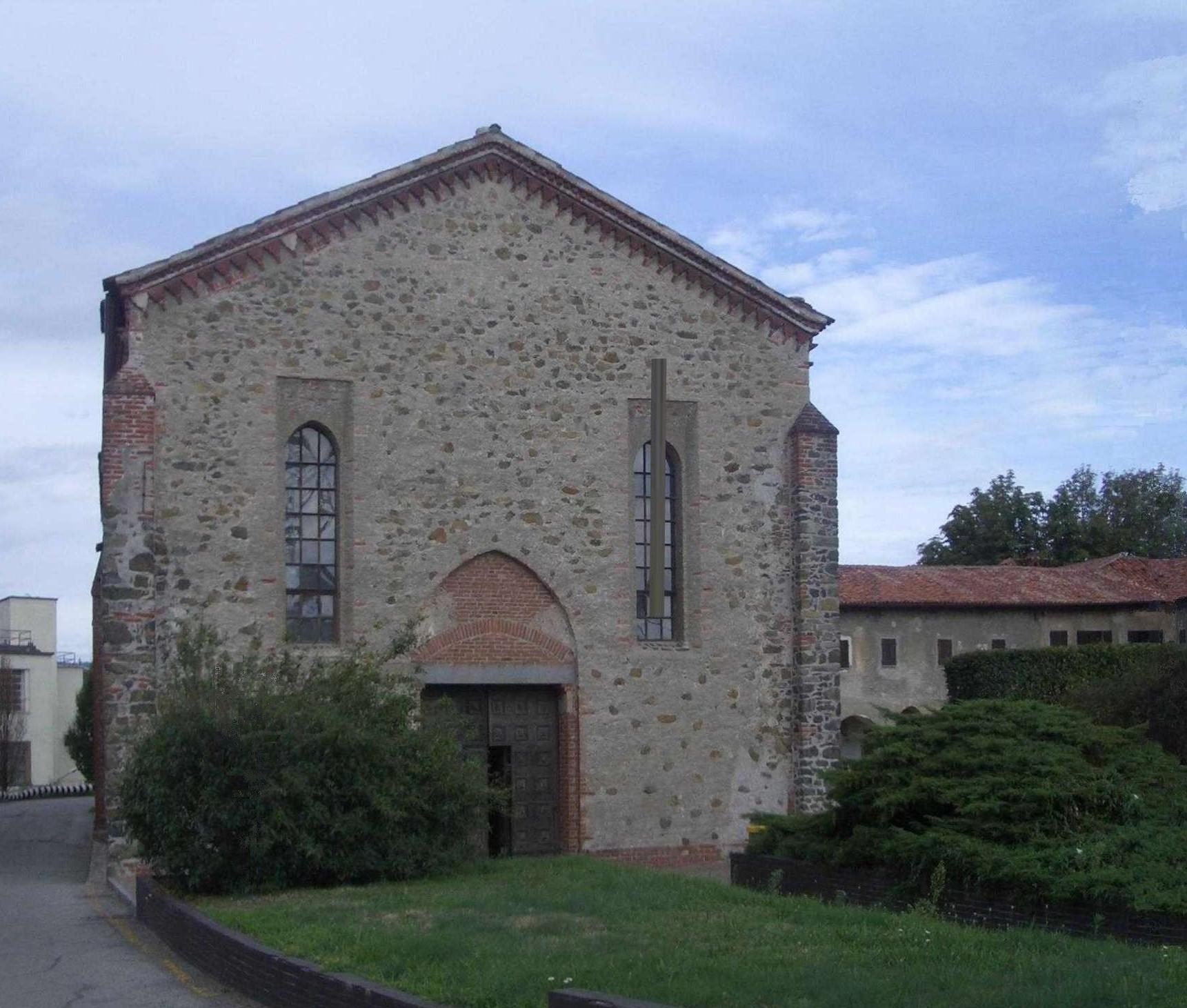
La chiesa di San Bernardino in Ivrea

La chiesa, nella sua prima struttura, fu edificata tra il settembre del 1455 ed il gennaio del 1457 assieme al convento destinato all'ordine francescano dei frati minori osservanti. La grande devozione popolare nei confronti della figura di san Bernardino (che si suppone transitato ad Ivrea nel 1418) aveva convinto le autorità religiose ad appoggiare il progetto di costruzione del convento, che fu inaugurato con grande fasto alla presenza del vescovo di Ivrea, Giovanni Parella di San Martino, e del vicario francescano della provincia di Milano.
La prima chiesa era a pianta quadrangolare con volte ogivali a crociera, tipiche dell'architettura gotica; assieme al convento (comprendente due chiostri, le celle del dormitorio, il refettorio ed i laboratori) costituisce un esempio delle soluzioni architettoniche che furono care ai frati minori.
La chiesa era stata pensata soprattutto per i frati del convento, ma il grande afflusso dall'esterno di fedeli che prendevano parte alle cerimonie religiose, rese ben presto insufficienti gli spazi ad essi riservati.
Nel 1465 ebbero luogo i lavori di ampliamento, con la costruzione di una navata con accesso al pubblico, divisa dalla chiesa primitiva da un tramezzo con tre arcate. Nello spazio tra il tramezzo e quella che era la facciata della prima chiesa vennero voltate due cappelle; al di sopra della cappella a sud si costruì un matroneo, e una porticina (ancora visibile) dava accesso diretto ad una delle maniche del convento. L’intera chiesa primitiva (riservata ai frati) venne ad avere funzione di coro. L'ampliamento del 1465 comprendeva anche la costruzione, sul lato nord, di due cappelle laterali (andate poi distrutte come molte parti del convento).
L'anno dopo Amedeo IX di Savoia prese il monastero sotto la sua protezione; protezione che continuò dopo la sua morte del 1472 ad opera di sua moglie Iolanda di Valois.
Le fortune del monastero andarono decadendo già verso la fine del XVI secolo, anche a causa della rivalità con la famiglia, pur essa francescana, dei frati minori riformati, che subentrò nella gestione del convento a partire dal 1612, senza tuttavia arrestarne il declino. 
Nel Settecento la chiesa ed il convento subirono un ulteriore degrado a causa delle successive occupazioni militari, sino alla conquista napoleonica ed alla abolizione delle proprietà ecclesiastiche. La chiesa, ormai sconsacrata, venne utilizzata per anni come deposito agricolo.
Camillo Olivetti acquistò il complesso (posto nelle immediate vicinanze della sua fabbrica di macchine per scrivere) nel 1910 ed avviò un suo primo recupero, trasformandolo in sua abitazione. Egli fece anche rimuovere il soppalco costruito a ridosso della parete spanzottiana.
Fu poi Adriano Olivetti che realizzò, tra il 1955 ed il 1958, un più importante progetto di riqualificazione dell'area, destinandola a sede dei servizi sociali e delle attività dopolavoristiche per i dipendenti aziendali.
Gli affreschi di Spanzotti, restaurati nello stesso periodo sotto la guida di Noemi Gabrielli, trovarono la loro giusta celebrazione critica in un saggio di Giovanni Testori, che operava in quel tempo ad Ivrea presso i servizi culturali della Olivetti.
È merito dell'azienda di Ivrea aver garantito la successiva manutenzione del complesso, pur con alcuni improvvidi interventi di utilizzo industriale dell'area attigua alla chiesa.

## Descrizione

### Gli affreschi

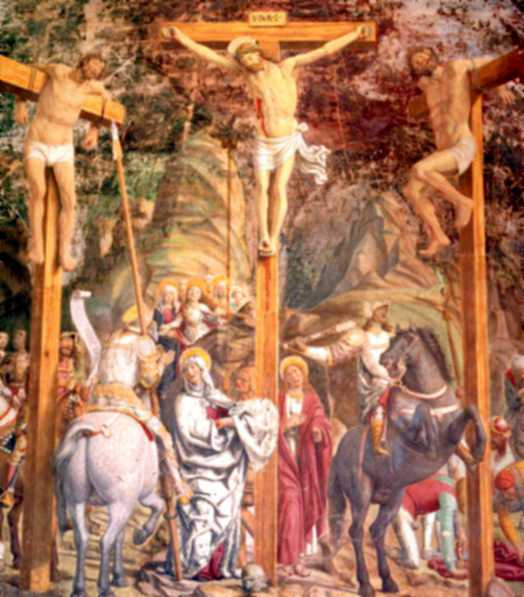
"Crocefissione", scena centrale del ciclo di affreschi.

Ben poco si sa degli affreschi che ornano il presbiterio, i più antichi dei quali realizzati probabilmente a ridosso della sua edificazione (1457)
Nelle due cappelle poste in corrispondenza agli archi laterali del tramezzo troviamo dipinte rispettivamente una Crocifissione ed una Madonna col Bambino, Sante e Santi realizzati attorno al 1470 da ignoti artisti di provenienza lombarda che si attardano su moduli gotici (per la Madonna col Bambino si è avanzata dubitativamente un'attribuzione a Cristoforo de' Moretti).

#### Il tramezzo spanzottiano
I tramezzi affrescati che ancor si possono vedere in Piemonte e Lombardia e Canton Ticino sono dovuti alla committenza dell'Ordine dei Frati Minori Osservanti: essi ubbidiscono ad un programma iconografico ben preciso che doveva servire per dare enfasi alle predicazioni che si tenevano nella chiesa, particolarmente nel periodo dell'Avvento e nella Settimana Santa. 
Quello affrescato da Giovanni Martino Spanzotti ad Ivrea è uno dei più antichi tra quelli superstiti, realizzato non molti anni dopo quelli che vengono ritenuti i primi esempi del genere poi scomparsi, vale a dire quello della chiesa di San Giacomo della Vernavola a Pavia (con affreschi di Vincenzo Foppa, di Bonifacio Bembo e altri) e quello della vecchia chiesa di Sant’Angelo a Milano (con affreschi attribuiti al Foppa).
La committenza affidata allo Spanzotti sottolinea il suo debito stilistico verso il Foppa, che già Roberto Longhi (storico dell'arte) aveva puntualmente sottolineato.
L'interesse artistico della chiesa si concentra sul grande tramezzo affrescato dallo Spanzotti in due intervalli di tempo tra il 1485 ed il 1490 ca. Vi è narrata la Storia della Vita e della Passione di Cristo in venti scene (ognuna dalle dimensioni di 1,5 x 1,5 metri), più una grande Crocifissione avente una misura quadrupla rispetto alle altre.
Le scene che si leggono in successione sono – nel registro superiore – l' Annunciazione, la Natività, l'Adorazione dei Magi, la Fuga in Egitto, la Disputa tra i dottori, il Battesimo, la Resurrezione di Lazzaro e l'Entrata in Gerusalemme; nel registro di mezzo troviamo l'Ultima Cena, la Lavanda dei piedi, la Preghiera nell'orto degli Ulivi, la Cattura di Gesù, Gesù davanti ad Anna, Gesù davanti a Caifa; nel registro inferiore troviamo infine le scene della Flagellazione, l'Ecce Homo, la Salita al Calvario, la Deposizione e la Resurrezione.
La grande e drammatica scena della Crocifissione, che colpisce l'attenzione del visitatore appena entrato in chiesa, rappresenta il fulcro patetico dell'intero ciclo.

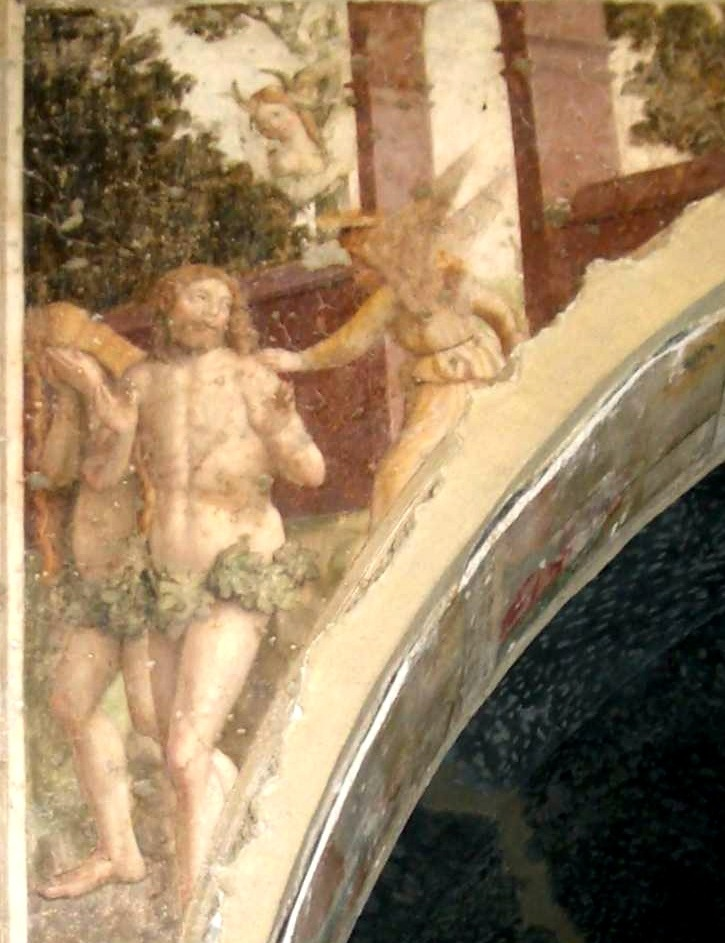
"La cacciata dall'Eden", Chiesa di San Bernardino, Ivrea

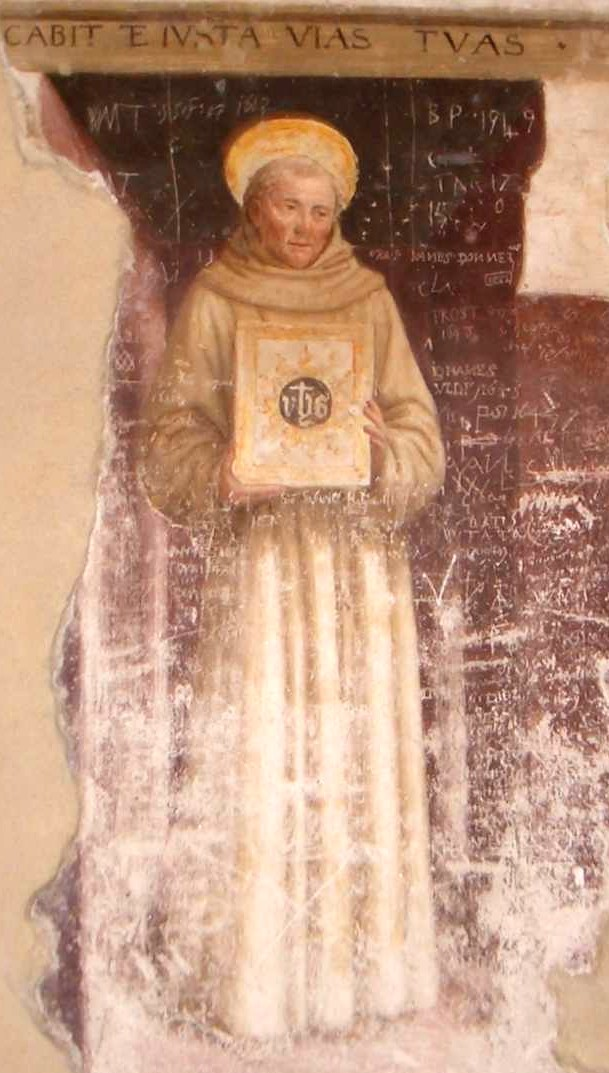
Gian Martino Spanzotti, San Bernardino

Nei pilastri sottostanti troviamo raffigurata una immagine di San Bernardino ed un Cristo in Pietà, mentre ai lati degli archi, troviamo una Cacciata dall'Eden e scene del Giudizio Universale. 
Il ciclo sul "tramezzo" della chiesa francescana d'Ivrea riflette non solo la esigenza pedagogica del committente di disporre, per l'ascolto delle prediche, di una "biblia pauperum" capace di tradurre le scritture in immagini, ma esprime soprattutto i tratti peculiari della devozionalità dei frati osservanti che punta a restituire una genuina carica umana al racconto evangelico. Spanzotti si dimostra capace di interpretare in modo esemplare il desiderio del committente, sviluppando una poetica nuova in grado di conferire al racconto la verità e la nobiltà dell'esperienza umana che è propria degli umili.
Nel suo saggio sugli affreschi di San Bernardino, Giovanni Testori osserva:
(Giovanni Testori, G. Martino Spanzotti – gli affreschi di Ivrea, 1958)
I colori ormai sbiaditi dal tempo e dalle ingiurie subite, non impediscono allo spettatore di apprezzare la qualità tecnica dei dipinti e la grande capacità dell'artista nel cogliere la diversa luce degli ambienti e delle ore del giorno. 
(Aldo Moretto, Indagine aperta sugli affreschi del Canavese, 1973)
Tra le molteplici qualità artistiche che il saggio di Testori sottolinea deve, quanto meno, essere menzionata la scena notturna della Cattura di Cristo, con quel «... fondersi inestricabile di ombre, figure, mani, lance, corazze e visi...» che anticipa di oltre un secolo il Caravaggio. Di particolare drammaticità, all'interno della scena della Crocifissione”, è l'accorre disperato della Maddalena, non immemore della lezione appresa dallo Spanzotti osservando la stessa figura negli affreschi eseguiti da Ercole de' Roberti (allievo di Francesco del Cossa) per il duomo di Bologna e nei "mortori" emiliani.
Elementi figurativi di chiara ascendenza nordica si spiegano attraverso la influenza esercitata sullo Spanzotti da Antoine de Lonhy.
In sintesi, attraverso gli affreschi del tramezzo, l'opera di Spanzotti si connota come punto d'incontro fertile delle espressioni artistiche presenti sui due versanti delle Alpi, aspetto che caratterizza per molti versi la peculiarità della produzione artistica in Piemonte nel corso di tutto il XV secolo.